# Seo Hye-lin
Seo Hye-lin (en hangul, 서혜린; Gwangju, 23 de agosto de 1993), conocida frecuentemente como Hyerin, es una cantante, bailarina y modelo surcoreana. Es miembro del quinteto femenino EXID.

## Primeros años
Hyerin nació el 23 de agosto de 1993 en Gwangju, Corea del Sur.

## Carrera
En 2011, ella participó en Superstar K3 haciéndolo a través de las audiciones de SuperWeek.
En abril de 2012, AB Entertainment anunció que las tres miembros originales Yuji, Dami y Haeryeong dejarían el grupo EXID. Hyerin luego se unió al grupo junto con Solji, quien se convirtió en la voz principal de EXID.

## Filmografía

### Programas de variedades
- 2015, 2017: Hello Counselor: Invitada, ep. 250 y 324
- 2016: King of Mask Singer: participó como "Cheerleader in Victory", ep. 63

## Discografía

### Con EXID
Álbumes de estudio
- 2016: Street

EP/Miniálbum
- 2012: Hippity Hop
- 2015: Ah Yeah